# C'est dans l'air
Pour l’article ayant un titre homophone, voir C dans l'air.
Singles de Mylène Farmer
Si j'avais au moins…
(2008) Sextonik
(2009)
C'est dans l'air est une chanson de Mylène Farmer, sortie en single le 27 mars 2009 en version digitale et le 27 avril 2009 en version physique, en tant que quatrième extrait de l’album Point de suture.
Sur une musique électro pop très rythmée, composée par Laurent Boutonnat, Mylène Farmer écrit un plaidoyer pour le respect de la différence et de la marginalité.
Le clip, réalisé en noir et blanc par Alain Escalle, présente la chanteuse entourée de squelettes qui dansent sur des images d’explosions évoquant une destruction à grande échelle.
Le titre se classe no 1 du Top Singles, dans lequel il restera classé durant 9 mois.
Moment fort du Tour 2009 de Mylène Farmer, la chanson est également exploitée en version Live en décembre 2009 afin de promouvoir l'album Live Nº 5 on Tour.

## Contexte et écriture
Sorti le 25 août 2008, l'album Point de suture de Mylène Farmer se classe directement no 1 des ventes, tout comme les trois premiers extraits, le titre électro Dégénération, la chanson pop Appelle mon numéro et la ballade mélancolique Si j'avais au moins….

Certifié triple disque de platine en France en février 2009 pour plus de 600 000 ventes, il remporte le NRJ Music Award du « Meilleur album francophone de l'année ».
Quelques jours avant d'entamer son Tour 2009, qui la conduira notamment au Stade de France en septembre, Mylène Farmer poursuit l'exploitation de son album en sortant C'est dans l'air, un titre électro pop très rythmé, composé par Laurent Boutonnat.

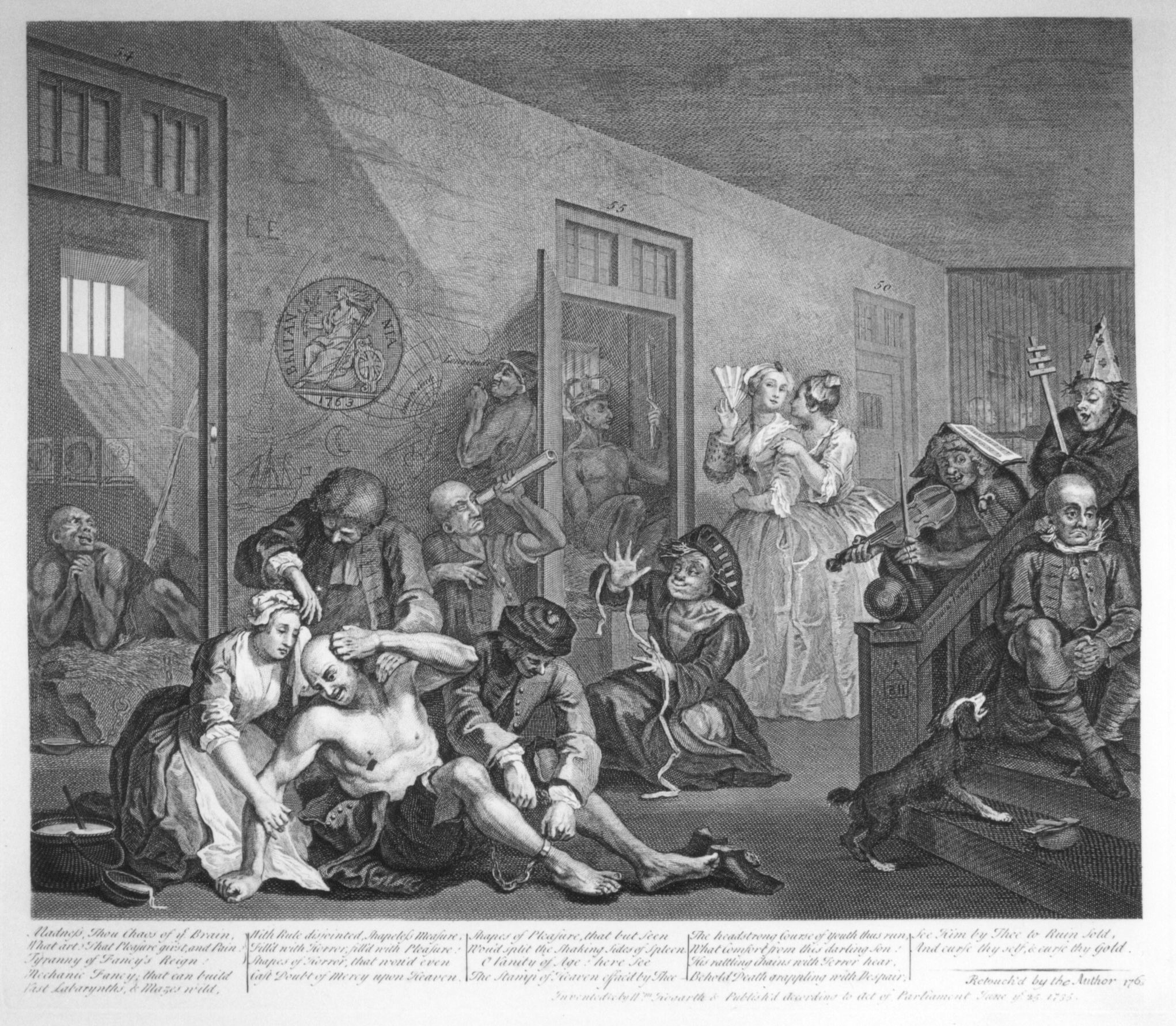
L'asile de Bethlem, gravure de William Hogarth.

Le texte, écrit par Mylène Farmer, est un plaidoyer pour le respect de la différence et de la marginalité (« Tous les rebuts vous dérangent, pourtant les fous sont des anges »), la chanteuse avouant préférer les « fêlés » aux « bons apôtres » (« Les bons apôtres je les mange »).
Les couplets se divisent en deux parties : une partie parlée d'une voix grave et presque robotique (« Vanité : c’est laid. Trahison : c’est laid… »), suivie d'une partie chantée, toujours d'une voix grave.

Le refrain arrive ensuite, chanté de façon plus mélodique et plus enjouée, constatant un besoin actuel de profiter de la vie sans se poser trop de questions (« C'est dans l'air : s'enivrer, coïter, quid de nos amours passées », « Sauve qui peut, saufs c'est mieux, sauf qu'ici loin sont les cieux »), sachant que de toute façon « On finira au fond du trou ».

## Sortie et accueil critique
Diffusé en radio à partir du 27 mars 2009 dans une version écourtée d'un refrain, le CD Single sort le 27 avril 2009, avec pour pochette une photo en noir et blanc extraite du clip.

Les Maxi CD et le Maxi 45 tours sortent quant à eux la semaine suivante.

### Critiques
- « Le meilleur titre de l'album. Un titre appelé à devenir un tube. » (Tribu Move)[5]
- « C'est dans l'air, avec son refrain torpille, devrait faire un malheur dans les charts et sur les pistes de danse. » (Le Matin)[6]
- « Un pur hit fait pour remuer les foules. » (Star Club)[7]
- « Un titre conçu pour mettre le feu en concert. » (Le Télégramme de Brest)[8]
- « Si l'on veut mettre le son à fond, C'est dans l'air est calibré pour faire danser les morts. » (Voici)[9]
- « Un titre original up-tempo de toute beauté. »[10]
- « Le meilleur titre de l'album. »[2]
- « Une voix grave qui lorgne presque vers l'indu avant un refrain survolté. Une chanson hyper entraînante, électronique mais pas désincarnée, avec une petite pointe d'humour. »[11]

## Vidéo-clip

Le clip montre la chanteuse entourée de squelettes.

Réalisé en noir et blanc par Alain Escalle, le clip présente Mylène Farmer entourée de squelettes qui dansent sur des images d'archives d'explosions atomiques évoquant une destruction à grande échelle, auxquelles se mêlent plusieurs incrustations numériques.

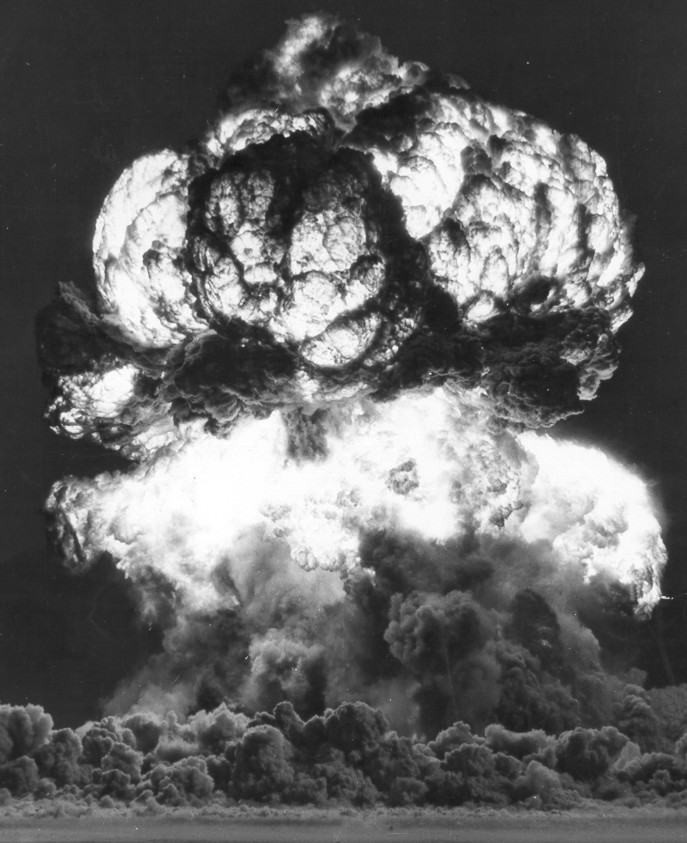
Le clip montre des images d'explosion atomique.

Les éléments visuels reposant sur le souffle nucléaire s'entrechoquent comme un collage violent, tandis que les éléments graphiques font référence à l’universalité du monde au travers des primitives géométriques. La thématique de la destruction, chère au réalisateur et déjà présente dans son court-métrage Le conte du monde flottant, est de nouveau au centre de cette vidéo, dans laquelle figurent également des références à Stan Brakhage (Rage Net, Mothlight, The Dark Tower), au photographe primitif Charles David Winter (Éclair de l’appareil de Rhumkorff) et au photographe japonais Hiroshi Sugimoto.
Alain Escalle utilise aussi un élément visuel abordé dans l'une de ses précédentes installations (Fantôme d’amour), dans laquelle figurent des flashes et des éclairs autour de la silhouette d’une femme qui danse sur un ciel étoilé.
La technique mélange des sources mixtes : 3D, images du Soleil, de la Terre tournoyante, de branches d'arbres et de forêts en noir et blanc puis en négatif, retraitées puis déformées au travers de filtres numériques dont la particularité est de générer des images aléatoires d'éclairs.
Ce mélange trouve sa touche finale dans l'utilisation de peinture sur la pellicule, qui donne au clip son aspect vieilli et usé par le temps.

### Sortie et accueil
Le clip est diffusé en télévision à partir du 15 avril 2009.
Malgré son thème sombre et son ambiance très particulière, il fera partie des clips les plus diffusés en France en 2009.

## Promotion
Mylène Farmer n'effectuera aucune promotion pour la sortie de ce single.

## Classements hebdomadaires
Entré directement à la 2e place, C'est dans l'air se classe dès la semaine suivante no 1 du Top Singles, dans lequel il reste classé durant 37 semaines (dont 8 semaines dans le Top 10 et 21 semaines dans le Top 50).
| Classement (2009)        | Meilleure position |
| ------------------------ | ------------------ |
| Belgique - Wallonie      | 13                 |
| Europe                   | 7                  |
| France (Ventes)          | 1                  |
| France (Téléchargements) | 26                 |
| France (TV)              | 7                  |
| France (Clubs)           | 48                 |
| Suisse                   | 44                 |

## Liste des supports
| 1. | C'est dans l'air                | 4:33 |
| 2. | C'est dans l'air (instrumental) | 4:33 |

| 1. | C'est dans l'air                                 | 4:33 |
| 2. | C'est dans l'air (Greg B. Dance Mix)             | 5:10 |
| 3. | C'est dans l'air (House Club Remix, par Greg B.) | 6:30 |
| 4. | C'est dans l'air (Fat Phaze Remix)               | 6:10 |

| 1. | C'est dans l'air (Extended Club Mix)            | 5:30 |
| 2. | C'est dans l'air (Greg B. Remix)                | 6:00 |
| 3. | C'est dans l'air (Wize Remix, par Basile Fanon) | 6:30 |
| 4. | C'est dans l'air (Extended instrumental)        | 5:30 |

| A1. | C'est dans l'air (Extended Club Mix)             | 5:30 |
| A2. | C'est dans l'air (Greg B. Remix)                 | 6:00 |
| B1. | C'est dans l'air (Greg B. Dance Mix)             | 5:10 |
| B2. | C'est dans l'air (House Club Remix, par Greg B.) | 6:30 |

## Crédits
- Paroles : Mylène Farmer
- Musique et production : Laurent Boutonnat
- Programmation, claviers et arrangements : Laurent Boutonnat
- Guitares : Sébastien Chouard et Tristan Monrocq
- Basse : Bernard Paganotti
- Batterie : Matthieu Rabaté
- Chœurs : Mylène Farmer, Alexia Waku, Desta Hailé, Mamido Bomboko, Aline Bosuma, Esther Dobong'Na et Dominique Rosier
- Prise de son et mixage : Jérôme Devoise
- Studio d'enregistrement : Studio ICP (Bruxelles)
- Studio de mixage : Studio Guillaume Tell (Paris)
- Éditions : Isiaka[25]

## Interprétations en concert
C'est dans l'air est interprété pour la première fois en concert lors du Tour 2009 de Mylène Farmer.
Quelques mois après la sortie du single en version studio, cette version Live est utilisée afin de promouvoir l'album Live Nº 5 on Tour qui sort le 7 décembre 2009.
No 1 des ventes, l'album est certifié double disque de platine en deux semaines.

À cette occasion, le DJ Tiësto enregistrera un remix de cette chanson.
Absent de Timeless 2013, le titre fait son retour lors de la résidence de Mylène Farmer à Paris La Défense Arena en 2019, pour laquelle elle propose un mashup du titre avec Fuck Them All.

## Albums et vidéos incluant le titre

### Albums de Mylène Farmer
| Année | Album            | Version                                     | Durée     | Certifications de l'album                |
| 2008  | Point de suture, | Version Album Instrumental (réédition 2021) | 4:33      | 3 × Platine · Platine · Or · 2 × Platine |
| 2009  | No 5 on Tour     | Live 2009 Vidéo-clip Live (édition limitée) | 6:08 4:40 | 2 × Platine · Or                         |
| 2011  | 2001-2011        | Version Album                               | 4:33      | 2 × Platine · Or                         |
| 2019  | Live 2019        | Live 2019                                   | 6:41      | Platine                                  |
| 2020  | Histoires de     | Radio Edit                                  | 3:35      | Platine                                  |

### Vidéos de Mylène Farmer
| Année | Vidéo                             | Version              | Durée     | Certifications de la vidéo |
| 2010  | Stade de France                   | Live 2009            | 8:05      | Diamant · Or               |
| 2019  | Live 2019                         | Live 2019            | 6:41      | Diamant                    |
| 2021  | Les clips - L'intégrale 1999-2020 | Vidéo-clip Live 2009 | 3:35 4:40 | -                          |